# King Kong (album)
King Kong – trzeci studyjny album amerykańskiego rapera Gorilla Zoe. Został wydany 14 czerwca 2011 roku. Płyta zadebiutowała na 56. miejscu notowania Billboard 200, ze sprzedażą 10.000 egzemplarzy w pierwszym tygodniu.

## Lista utworów
1. "King Kong" (4:03)
2. "I Do It" (3:50)
3. "Crazy" (featuring Gucci Mane) (4:06)
4. "Nasty" (featuring Yo Gotti) (3:08)
5. "At All" (featuring Ray Dinero) (3:24)
6. "What's Goin On" (3:47)
7. "Party Over Here" (3:47)
8. "Your Bitch" (3:34)
9. "My Shawty" (3:20)
10. "Twisted" (featuring Lil Jon) (2:57)
11. "Turn Me On" (4:22)
12. "Main Thing" (3:27)
13. "It's Over" (3:25)
14. "I'm Not Perfect" (4:08)
15. "Get Off Me (Bonus Track)" (3:36)